# Homologia (matemática)
Em matemática (especialmente topologia algébrica e álgebra abstrata), homologia (em parte do Grego  ὁμός homos "identical") é uma maneira geral de associar uma sequência de objetos algébricos tais como grupos ou  grupos abelianos ou  módulos a outros objetos matemáticos tais como o espaço topológico. Na linguagem da teoria das categorias, dizemos que uma teoria de homologia é um functor covariante da categoria dos espaços topológicos na categoria dos grupos abelianos graduados. Grupos de homologia foram originalmente definidos em topologia algébrica. No entanto, construções semelhantes estão disponíveis em uma ampla variedade de outros contextos, tais como  grupos, álgebra de Lie, Teoria de Galois e geometria algébrica.
Já em álgebra comutativa, uma teoria de homologia é um functor covariante da categoria dos complexos de cadeia na categoria dos grupos abelianos graduados. A álgebra homológica trata do estudo de tais functores. Além disto, existe dentro da teoria de categorias uma área de pesquisa denominada  álgebra homológica abstrata, que generaliza as ferramentas da álgebra homológica ao contexto das categorias abelianas. Tal formulação da homologia algébrica foi concebida por A. Grothendieck para estudar feixes sobre variedades algébricas.
A motivação original para a definição de grupos de homologia foi a observação de que duas formas podem ser distinguidas examinando seus buracos. Por exemplo, um círculo não é um disco porque o círculo tem um furo através dele enquanto o disco é sólido, e a esfera ordinária não é um círculo porque a esfera delimita um furo bidimensional enquanto o círculo delimita um furo unidimensional. No entanto, porque um buraco é "não existente", não é imediatamente óbvio como definir um buraco ou como distinguir diferentes tipos de buracos. Homologia foi originalmente um método matemático rigoroso para definir e categorizar os buracos em uma  variedade. Falando superficialmente, um "círculo" é uma subvariedade fechada, uma "fronteira" é a fronteira de uma subvariedade com limite e uma "classe de homologia" (que representa um buraco) é uma classe de equivalência de círculo módulo limites.
Existem muitas teorias de homologia diferentes. Um tipo particular de objeto matemático, como um espaço topológico ou um  grupo, pode ter uma ou mais teorias de homologia associadas. Quando o objeto subjacente tem uma interpretação geométrica como os espaços topológicos, o  n - grupo de homologia representa um comportamento exclusivo de dimensão  n . Em geral, a maioria dos grupos de homologia ou módulos surgem como funtor derivado na apropriada  categorias abelianas. Eles fornecem descrições concretas da falha de um functor para ser funtor exato. A partir desta perspectiva abstrata, os grupos de homologia são determinados por objetos de uma categoria derivada.

## Background

### Origens
Pode-se dizer que a teoria da homologia começa com a fórmula do poliedro de Euler, ou característica de Euler. Isto foi seguido pela definição de Riemann para genus e invariantes numéricos da conectividade do "n" - fold em 1857 e a prova de Betti em 1871 da independência de "números da homologia" da escolha da base.
A própria homologia foi desenvolvida como uma forma de analisar e classificar as variedades de acordo com seus "círculos" - laços fechados (ou mais geralmente subvariedades) que podem ser desenhados em uma dada variedade "n" - dimensional, mas não continuamente deformados um no outro. Estes círculos também são por vezes considerados como cortes que podem ser colados de volta juntos, ou como zíperes que podem ser presos e desatados. Os círculos são classificados por dimensão. Por exemplo, uma linha desenhada sobre uma superfície representa um 1-círculo, um laço fechado ou {\displaystyle S^{1}} (1-variedade), enquanto uma superfície cortada através de uma variedade tridimensional é um 2-círculo.

### Superfícies

Círculos sobre uma 2-esfera

Na esfera {\displaystyle S^{2}}, o ciclo  b  no diagrama pode ser encolhido para o pólo e até mesmo o círculo equatorial grande círculo  a  pode ser encolhido da mesma maneira. O teorema da curva de Jordan mostra que qualquer círculo arbitrário tal como c pode ser encolhido de forma semelhante até um ponto. Todos os círculos na esfera podem portanto ser continuamente transformados um no outro e pertencerem à mesma classe de homologia. Diz-se que eles são homólogos a zero. Cortar uma variedade ao longo de um círculo homólogo a zero separa a variedade em duas ou mais componentes. Por exemplo, cortar a esfera ao longo de a produz dois hemisférios.

Círculos sobre um toro

Isto não é geralmente verdade para círculos em outras superfícies. O toro {\displaystyle T^{2}} tem círculos que não podem ser continuamente deformados um no outro, por exemplo no diagrama nenhum dos ciclos  a ,  b  ou  c  podem ser continuamente deformados um no outro. Os círculos  a  e  b  não podem ser reduzidos significativamente. Círculos  c  pode ser encolhido até um ponto, portanto é homólogo a zero.
Se a superfície do toro é cortada ao longo de ambos  a  e  b, ele pode ser aberto e achatado em um retângulo ou, mais convenientemente, um quadrado. Um par de lados opostos representa o corte ao longo de  a , e o outro par oposto representa o corte ao longo de  b .
As bordas do quadrado podem então ser coladas de volta de diferentes maneiras. O quadrado pode ser torcido para permitir que as arestas se encontrem na direção oposta, como mostrado pelas setas no diagrama. Até a simetria, existem quatro maneiras distintas de colar os lados, cada um criando uma superfície diferente:

As quatro maneiras de colar um quadrado para fazer uma superfície fechada: cola setas simples juntos e cola setas duplas juntos.

Círculos sobre uma garrafa de Klein

{\displaystyle K^{2}} é a garrafa de Klein, que é um toro com uma torção nele (a torção pode ser visto no diagrama quadrado como a inversão da seta em um dos lados). É um teorema que a superfície re-colada pode ter auto-interseção (quando imerso em 3-espaço Euclidiano). Como no toro, os círculos  a  e  b  não podem ser reduzidos enquanto  c  pode ser. Mas ao contrário do toro, seguindo o  b  avança para a direita e vice-versa para a esquerda e para a direita, porque  b  passa a cruzar a torção dada a uma junção. Se um corte equidistante de um lado de  b  for feito, ele retorna do outro lado e volta pela superfície uma segunda vez antes de retornar ao seu ponto de partida, cortando uma faixa de Möbius torcida. Como a esquerda e a direita locais podem ser arbitrariamente reorientadas dessa maneira, a superfície como um todo é dita não-orientável.

Círculos sobre o plano projetivo hemisférico

O plano projetivo {\displaystyle P^{2}} tem ambas as colagens "torcidas". A forma não cortada, geralmente representada como a superfície do menino, é visualmente complexa, de modo que uma inserção hemisférica é mostrada no diagrama, em que os pontos antipodais ao redor da borda, como A e A', são identificados como o mesmo ponto. Novamente,  a  e  b  são não-reduzíveis enquanto  c  é. Mas desta vez, ambos  a  e  b  invertem à esquerda e à direita.
Círculos podem ser colados juntos, como foram  a  e  b  no toro quando foi cortado aberto e achatado para baixo. No diagrama da garrafa de Klein,  a  vai em uma direção e −a vai ao contrário. Se a é pensado como um corte, então −a pode ser pensado como uma operação de colagem. Fazendo um corte e, em seguida, re-colagem não muda a superfície, então  a  + (−a) = 0.
Seguindo um círculo orientável tal como a cerca de duas vezes dá simplesmente  a  +  a  = 2a . Mas círculos não-orientáveis se comportam de forma diferente. No plano projetivo, seguindo o círculo não-reduzível  b  contornando duas vezes notavelmente cria um círculo trivial que "pode" ser reduzido a um ponto; isto é,  b  +  b  = 0. Porque  b  deve ser seguido em torno de duas vezes para atingir um círculo zero, neste caso dizemos que a superfície tem um  coeficiente de torção 2. O mesmo se aplica a  b  no exemplo da garrafa Klein. Para ver isso, você pode usar Teorema da curva de Jordan novamente.
Um quadrado é um espaço topológico contrátil, o que implica que tem homologia trivial. Consequentemente, cortes adicionais o deixa desconexo. O quadrado não é a única forma plana que pode ter os lados colados para gerar uma superfície. Colar os lados opostos de um octógono, por exemplo, produz uma superfície com dois furos. De fato, todas as superfícies fechadas podem ser produzidas colando os lados de algum polígono e todos os polígonos de lados pares (2n  - lados) podem ser colados para formar superfícies diferentes. Por outro lado, uma superfície fechada com  n  não-nulas classe pode ser cortada em um 2n -lados. Também são possíveis variações, por exemplo, um hexágono também pode ser colado para formar um toro.
A primeira teoria reconhecível de homologia foi publicada por Henri Poincaré em seu paper seminal "Analysis situs", "J. Ecole polytech.  (2) 1. 1-121 (1895). O artigo apresentou classes de homologia e relações. As possíveis configurações de círculos orientáveis são classificadas pelo número de Betti da variedade (os números de Betti são um refinamento da característica de Euler). A classificação dos círculos não-orientáveis requer informações adicionais sobre o coeficiente de torção. 
A classificação completa de 1- e 2-variedade é dada pela seguinte tabela:
| Variedade             | Variedade                                        | Número de Euler χ | Orientabilidade | Número de Betti | Número de Betti | Número de Betti | Coeficiente de torção (1-dimensional) |
| Símbolo               | Nome                                             | Número de Euler χ | Orientabilidade | b0              | b1              | b2              | Coeficiente de torção (1-dimensional) |
| --------------------- | ------------------------------------------------ | ----------------- | --------------- | --------------- | --------------- | --------------- | ------------------------------------- |
| {\displaystyle S^{1}} | Círculo (1-variedade)                            | 0                 | Orientável      | 1               | 1               | N/A             | N/A                                   |
| {\displaystyle S^{2}} | Esfera                                           | 2                 | Orientável      | 1               | 0               | 1               | nenhum                                |
| {\displaystyle T^{2}} | Toro                                             | 0                 | Orientável      | 1               | 2               | 1               | nenhum                                |
| {\displaystyle P^{2}} | Plano projetivo                                  | 1                 | Não-orientável  | 1               | 0               | 0               | 2                                     |
| {\displaystyle K^{2}} | Garrafa de Klein                                 | 0                 | Não-orientável  | 1               | 1               | 0               | 2                                     |
|                       | 2-toro                                           | −2                | Orientável      | 1               | 4               | 1               | nenhum                                |
|                       | g-toro (Genus = g)                               | 2 − 2g            | Orientável      | 1               | 2g              | 1               | nenhum                                |
|                       | Esfera com c cross-caps                          | 2 − c             | Não-orientável  | 1               | c − 1           | 0               | 2                                     |
|                       | 2-variedade com g buracos e c cross-caps (c > 0) | 2 − (2g + c)      | Não-orientável  | 1               | (2g + c) − 1    | 0               | 2                                     |

NOTES:
1. Para uma superfície não-orientável, um buraco é equivalente a dois cross-caps.
2. Qualquer 2-variedade é uma soma conexa de um g-toro e c-planos projetivos. Para uma esfera {\displaystyle S^{2}}, g = c = 0.

### Generalização
Uma variedade com bordo ou uma variedade aberta é topologicamente diferente de uma variedade fechada e pode ser criada fazendo um corte adequado em qualquer variedade fechada. Por exemplo, o disco ou 1-esfera {\displaystyle B^{1}} é limitado por um círculo {\displaystyle S^{1}}. Pode ser criado cortando um círculo trivial em qualquer 2-variedade e mantendo a peça removida, perfurando a esfera e esticando a punção de largura, ou cortando o plano projetivo. Também pode ser visto como preenchimento do círculo no plano.
Quando dois círculos podem ser continuamente deformados um no outro, então o corte ao longo de um produz a mesma forma que o corte ao longo do outro, até alguma flexão e alongamento. Neste caso, diz-se que os dois círculos são "homólogos" ou estão na mesma "classe de homologia". Adicionalmente, se um círculo puder ser continuamente deformado numa combinação de outros círculos, o corte ao longo do círculo inicial é o mesmo que o corte ao longo da combinação de outros círculos. Por exemplo, cortar ao longo de uma figura 8 é equivalente a cortar ao longo dos seus dois círculos. Neste caso, a figura 8 é dita homóloga à soma dos seus círculos.
Duas variedades abertas com bordas semelhantes (até alguma flexão e alongamento) podem ser colados em conjunto para formar uma nova variedade que é sua soma conexa.
Esta análise geométrica das variedades não é rigorosa. Em busca de maior rigor, Poincaré passou a desenvolver a homologia simplicial de uma variedade triangulada e criar o que agora é chamado de complexo de cadeia. Estes complexos de cadeia (desde muito generalizados) formam a base para a maioria dos tratamentos modernos de homologia.
Em tais tratamentos, um círculo não precisa ser contínuo: um 0-círculo é um conjunto de pontos, e o corte ao longo deste círculo corresponde à perfuração da variedade. Um 1-círculo corresponde a um conjunto de círculos fechados (uma imagem de uma 1-variedade {\displaystyle S^{1}}). Em uma superfície, o corte ao longo de um círculo produz peças desconexas ou uma forma mais simples. Um 2-círculo corresponde a uma coleção de superfícies imersas, como uma esfera ou um toro, e assim por diante.
Emmy Noether e, independentemente, Leopold Vietoris e Walther Mayer desenvolveram a teoria dos grupos de homologia algébrica no período 1925-28. A nova topologia combinatória tratou formalmente as classes topológicas como o grupo abeliano. Grupos de homologia são grupos abelianos finitamente gerados, e classes de homologia são elementos desses grupos. Os números de Betti da variedade são a posição da parte livre do grupo de homologia, e os círculos não-orientáveis são descritos pela parte de torção. A subseqüente disseminação de grupos de homologia trouxe uma mudança de terminologia e ponto de vista de "topologia combinatória" para "topologia algébrica".  Homologia algébrica continua sendo o principal método de classificação de variedades.

## Exemplos informais
Informalmente, a homologia de um espaço topológico X é um conjunto dos  invariantes topológicos de X representado por seus grupos de homologia
{\displaystyle H_{0}(X),H_{1}(X),H_{2}(X),\ldots }
Onde o {\displaystyle k^{\rm {th}}} grupo de homologia {\displaystyle H_{k}(X)} descreve os  k -dimensionais buracos em  X . Um buraco 0-dimensional é simplesmente um espaço entre duas  componentes, conseqüentemente {\displaystyle H_{0}(X)} descreve um caminho conexo em uma componentes de  X .

O círculo ou 1-esfera

Uma esfera 1-dimensional {\displaystyle S^{1}} é um círculo. Ele tem um único componente conexo e um furo unidimensional, mas sem furos de dimensão superior. Os grupos de homologia correspondentes são dados por
{\displaystyle H_{k}(S^{1})={\begin{cases}\mathbb {Z} &k=0,1\\\{0\}&{\text{caso contrário}}\end{cases}}}
onde {\displaystyle \mathbb {Z} } é o grupo do inteiros e {\displaystyle \{0\}} é o grupo trivial. O grupo {\displaystyle H_{1}(S^{1})=\mathbb {Z} } representa um grupo abeliano finitamente gerado, com um único  gerador representando um buraco unidimensional contido em um círculo.

A 2-esfera é a casca, não o interior, de uma bola

Uma esfera bidimensional {\displaystyle S^{2}} tem uma única componente conexa, sem buracos unidimensionais, um buraco bidimensional e sem buracos de dimensões maiores. Os grupos de homologia correspondentes são
{\displaystyle H_{k}(S^{2})={\begin{cases}\mathbb {Z} &k=0,2\\\{0\}&{\text{caso contrário}}\end{cases}}}
Em geral para esferas n-dimensionais {\displaystyle S^{n}}, os grupos de homologia são:

O disco sólido ou 1-bola

{\displaystyle H_{k}(S^{n})={\begin{cases}\mathbb {Z} &k=0,n\\\{0\}&{\text{caso contrário}}\end{cases}}}
Uma bola unidimensional {\displaystyle B^{1}} é um disco sólido. Ele tem uma única componente conexa por caminhos, mas em contraste com o círculo, não tem buracos unidimensionais ou de dimensões maiores. Os grupos de homologia correspondentes são todos triviais, exceto para {\displaystyle H_{0}(B^{1})=\mathbb {Z} }. Em geral, para uma bola n-dimensional Bn,
{\displaystyle H_{k}(B^{n})={\begin{cases}\mathbb {Z} &k=0\\\{0\}&{\text{caso contrário}}\end{cases}}}

O toro

O Toro é definido como o produto cartesiano de dois círculos {\displaystyle T=S^{1}\times S^{1}}. O toro tem uma única componente conexa por caminhos, e dois buracos unidimensionais independentes (indicados pelos círculos vermelho e azul) e um buraco bidimensional como o interior do toro. Os grupos de homologia correspondentes são
{\displaystyle H_{k}(T)={\begin{cases}\mathbb {Z} &k=0,2\\\mathbb {Z} \times \mathbb {Z} &k=1\\\{0\}&{\text{caso contrário}}\end{cases}}}
Os dois buracos 1D independentes formam geradores independentes em um grupo abeliano finitamente gerado, expresso como o grupo de produtos cartesiano {\displaystyle \mathbb {Z} \times \mathbb {Z} }.

## Construção dos grupos de homologia
Seja {\displaystyle {\mathcal {C}}} um complexo de cadeias
{\displaystyle \ldots \to A_{n+1}{\begin{matrix}d_{n+1}\\\to \\\,\end{matrix}}A_{n}{\begin{matrix}d_{n}\\\to \\\,\end{matrix}}A_{n-1}{\begin{matrix}d_{n-1}\\\to \\\,\end{matrix}}A_{n-2}\to \ldots \to A_{2}{\begin{matrix}d_{2}\\\to \\\,\end{matrix}}A_{1}{\begin{matrix}d_{1}\\\to \\\,\end{matrix}}A_{0}{\begin{matrix}d_{0}\\\to \\\,\end{matrix}}0.}
Definimos o n-ésimo grupo de homologia de {\displaystyle {\mathcal {C}}} como {\displaystyle H_{n}({\mathcal {C}})=Nuc(d_{n})/Im(d_{n+1})\,}.
Já os grupos de homologia de um espaço topológico {\displaystyle X} são definidos a partir de um complexo de cadeia {\displaystyle C(X)} determinado por {\displaystyle X}. Um complexo de cadeia é uma sequência de grupos abelianos ou módulos {\displaystyle C_{0},C_{1},C_{2},\cdots }, conectados por um  homomorfismos {\displaystyle \partial _{n}:C_{n}\to C_{n-1}}, que são chamados de operadores limites. Isto é,
{\displaystyle \dotsb {\overset {\partial _{n+1}}{\longrightarrow \,}}C_{n}{\overset {\partial _{n}}{\longrightarrow \,}}C_{n-1}{\overset {\partial _{n-1}}{\longrightarrow \,}}\dotsb {\overset {\partial _{2}}{\longrightarrow \,}}C_{1}{\overset {\partial _{1}}{\longrightarrow \,}}C_{0}{\overset {\partial _{0}}{\longrightarrow \,}}0}
onde 0 denota o grupo trivial e {\displaystyle C_{i}\equiv 0} para {\displaystyle i<0}. Também é necessário que a composição de quaisquer dois operadores de fronteira consecutivos seja trivial. Isto é, para todos {\displaystyle n,}
{\displaystyle \partial _{n}\circ \partial _{n+1}=0_{n+1,n-1},}
Isto é, a função constante enviando cada elemento de {\displaystyle C_{n+1}} para a identidade do grupo {\displaystyle C_{n-1}}. Que a fronteira de uma fronteira é trivial implica {\displaystyle \mathrm {im} (\partial _{n+1})\subseteq \ker(\partial _{n})}, onde {\displaystyle \mathrm {im} (\partial _{n+1})} denota a  imagem de um operador de limitado e {\displaystyle \ker(\partial _{n})} seu núcleo. Elementos de {\displaystyle B_{n}(X)=\mathrm {im} (\partial _{n+1})} são chamados de fronteira e elementos de {\displaystyle Z_{n}(X)=\ker(\partial _{n})} são chamados de círculos.
Como cada grupo de cadeia {\displaystyle C_{n}} é abeliano todos os seus subgrupos são normais. Em seguida, porque {\displaystyle \mathrm {im} (\partial _{n+1})} e {\displaystyle \ker(\partial _{n})}  são ambos subgrupos de {\displaystyle C_{n}}, {\displaystyle \mathrm {im} (\partial _{n+1})} é um subgrupo normal de {\displaystyle \ker(\partial _{n})}. Então, pode-se criar o grupo quociente
{\displaystyle H_{n}(X):=\ker(\partial _{n})/\mathrm {im} (\partial _{n+1})=Z_{n}(X)/B_{n}(X),}
chamado de n-ésimo o grupo de homologia {\displaystyle X}. Os elementos de {\displaystyle H_{n}(X)} são chamados de classes de homologia. Cada classe de homologia é uma classe de equivalência de círculos, dois círculos que estão na mesma classe de homologia são considerados homólogos.
Um complexo de cadeia é dito ser exata se a imagem da (n + 1)-ésima função é sempre igual ao núcleo da n-ésima função. Os grupos de homologia de {\displaystyle X} medem, portanto, até que ponto o complexo de cadeia associado a {\displaystyle X} é exato.
Os grupos de homologia reduzidos de um complexo de cadeia {\displaystyle C(X)} são definidos como homologias do complexo de cadeia aumentada
{\displaystyle \dotsb {\overset {\partial _{n+1}}{\longrightarrow \,}}C_{n}{\overset {\partial _{n}}{\longrightarrow \,}}C_{n-1}{\overset {\partial _{n-1}}{\longrightarrow \,}}\dotsb {\overset {\partial _{2}}{\longrightarrow \,}}C_{1}{\overset {\partial _{1}}{\longrightarrow \,}}C_{0}{\overset {\epsilon }{\longrightarrow \,}}\mathbb {Z} {\longrightarrow \,}0}
onde o operador limite {\displaystyle \epsilon } é
{\displaystyle \epsilon \left(\sum _{i}n_{i}\sigma _{i}\right)=\sum _{i}n_{i}}
para a combinação {\displaystyle \sum _{i}n_{i}\sigma _{i}} dos pontos {\displaystyle \sigma _{i}}, os quais são geradores fixos de {\displaystyle C_{0}}. Então o grupo de homologia reduzido {\displaystyle {\tilde {H}}_{i}(X)} coincide com {\displaystyle H_{i}(X)} para i ≠ 0. O extra {\displaystyle \mathbb {Z} } no complexo de cadeia representa a única função {\displaystyle [\emptyset ]\longrightarrow X} desde o simplexo vazio até o {\displaystyle X}.
Calcular os grupos do círculo {\displaystyle Z_{n}(X)} e da fronteira {\displaystyle B_{n}(X)} são geralmente bastante difíceis, pois têm um grande número de geradores. Por outro lado, existem ferramentas que facilitam a tarefa.
A homologia simplicial dos grupos {\displaystyle H_{n}(X)} de um complexo simplicial {\displaystyle X} é definido usando o complexo simplicial de cadeias {\displaystyle C(X)}, com {\displaystyle C_{n}(X)} o grupo abeliano livre gerado por um n-simplexo de {\displaystyle X}. Os grupos de homologia singular {\displaystyle H_{n}(X)} são definidos para qualquer espaço topológico {\displaystyle X}, e coincidem com os grupos de homologia simplicial para um complexo simplicial.
Os grupos de cohomologia são formalmente semelhantes aos grupos de homologia: um começamos com um complexo de co-cadeias, que é o mesmo que um complexo de cadeias, mas cujas setas, agora denotas por {\displaystyle d^{n}}, apontam para a direção que n aumenta em vez de apontar para direção que n diminui; então os grupos {\displaystyle \ker(d^{n})=Z^{n}(X)} de co-ciclos e {\displaystyle \mathrm {im} (d^{n-1})=B^{n}(X)} de co-bordos seguem a mesma descrição. O n-ésimo grupo de cohomologia de {\displaystyle X} é então o grupo quociente.
{\displaystyle H^{n}(X)=Z^{n}(X)/B^{n}(X),}
em analogia com o n-ésimo grupo de homologia.
As diversas maneiras de se associar um complexo de cadeias a um espaço topológico (ou por vezes, a um par de espaços topológicos), são chamadas de teorias de homologia. Algumas teorias de homologia para variedades diferenciáveis são: a homologia singular, a homologia de Čech, a homologia de Morse e a homologia de de Rham.

## Tipos de homologia
Os diferentes tipos de teoria de homologia surgem de funções de functores de várias categorias de objetos matemáticos para a categoria de complexos de cadeia. Em cada caso a composição do functor de objetos para complexos de cadeia e o functor de complexos de cadeia para grupos de homologia define o functor de homologia global para a teoria.

### Homologia simplicial
O exemplo de motivação vem da topologia algébrica: a homologia simplicial de um complexo simplicial X. Aqui An é o grupo abeliano livre ou módulo cujos geradores são os simplexos orientados n-dimensionais de X. As funções são chamadas de mapeamentos de limites e enviam o simplexo com vértices
{\displaystyle (a[0],a[1],\dots ,a[n])}
para a soma
{\displaystyle \sum _{i=0}^{n}(-1)^{i}\left(a[0],\dots ,a[i-1],a[i+1],\dots ,a[n]\right)}
(a qual é considerada 0 se n = 0).
Se considerarmos os módulos como sendo sobre um corpo, então a dimensão da n-ésima homologia de X resulta ser o número de "buracos" em X na dimensão n. Pode ser calculado pondo matriz representações destes mapeamentos de limite em forma normal de Smith.

### Homologia Singular
Usando o exemplo de homologia simplicial como modelo, pode-se definir a homologia singular para qualquer espaço topológico  X . Um complexo de cadeia para  X  é definido tomando A  n  para ser o grupo abeliano livre (ou módulo livre) cujos geradores são todos funções contínuas de  simplexos n-dimensionais em  X . Os homomorfismos {\displaystyle \partial _{n}} surgem das funções limites de simplexos.

### Grupo de homologia
Em álgebra abstrata, usa-se homologia para definir functor derivada, por exemplo o funtor Tor. Aqui começa-se com algum functor covariante aditivo F e algum módulo X. O complexo de cadeia para X é definido como segue: primeiro encontre um módulo livre {\displaystyle F_{1}} e um homomorfismo sobrejetivo {\displaystyle p_{1}:F_{1}\to X}. Em seguida, encontra-se um módulo livre {\displaystyle F_{2}} e um homomorfismo sobrejetivo {\displaystyle p_{2}:F_{2}\to ker(p_{1})}. Continuando desta forma, pode ser definida uma sequência de módulos livres {\displaystyle F_{n}} e homomorfismos {\displaystyle p_{n}}. Aplicando o funtor  F  a esta seqüência, obtém-se um complexo de cadeia; a homologia {\displaystyle H_{n}} deste complexo depende apenas de F e X e é, por definição, a n-derivada do funtor F, aplicado a X.

### Outras teorias de homologia
- Homologia de Borel–Moore
- Homologia celular
- Homologia cíclica
- Homologia de Hochschild
- Homologia de Floer
- Homologia de interseção
- K-Homologia
- Homologia de Khovanov
- Homologia de Morse
- Homologia persistente
- Homologia de Steenrod

## Homologia functors
Os complexos de cadeia formam uma categoria: Um morfismo do complexo da cadeia {\displaystyle d_{n}:A_{n}\to A_{n-1}}  para o complexo de cadeia {\displaystyle e_{n}:B_{n}\to B_{n-1}} é uma seqüência de homomorfismos {\displaystyle f_{n}:A_{n}\to B_{n}} tal que {\displaystyle f_{n-1}\circ d_{n}=e_{n}\circ f_{n}} para todo n. A n-ésima homologia {\displaystyle H_{n}} pode ser vista como um functor covariante da categoria de complexos de cadeia para a categoria de grupos abelianos (ou módulos).
Se o complexo da cadeia depende do objeto X de uma forma covariante (o que significa que qualquer morfismo  X → Y  induz um morfismo do complexo de cadeia de X ao complexo de cadeia de Y, então o H  n  são functores covariantes da categoria em que X pertence à categoria de grupos abelianos (ou módulos).
A única diferença entre a homologia e a cohomologia é que, na cohomologia, os complexos de cadeia dependem de uma maneira contravariante em X, e que, portanto, os grupos de homologia (que são chamados de grupos de cohomologia neste contexto e denotado por Hn) formam os functores contravariantes da categoria que X pertence à categoria de grupos abelianos ou módulos.

## Propriedades
Se (dn: An → An-1) é um complexo de cadeia tal que todos mas finitamente muitos An são zero e os outros são grupos abelianos finamente gerados (ou espaços vetoriais de dimensão finita), então podemos definir a Característica de Euler
{\displaystyle \chi =\sum (-1)^{n}\,\mathrm {rank} (A_{n})}
(Usando a  categoria no caso de grupos abelianos e a dimensão de Hamel no caso de espaços vetoriais). Acontece que a característica de Euler também pode ser calculada no nível de homologia:
{\displaystyle \chi =\sum (-1)^{n}\,\mathrm {rank} (H_{n})}
e, especialmente em topologia algébrica, isso fornece duas maneiras de calcular o invariante χ importante para o objeto X que deu origem ao complexo da cadeia.
Toda sequência exata curta
{\displaystyle 0\rightarrow A\rightarrow B\rightarrow C\rightarrow 0}
de complexos de cadeia origina uma sequência exata longa de grupos de homologia
{\displaystyle \cdots \to H_{n}(A)\to H_{n}(B)\to H_{n}(C)\to H_{n-1}(A)\to H_{n-1}(B)\to H_{n-1}(C)\to H_{n-2}(A)\to \cdots }
Todos as funções nesta seqüência exata longa são induzidas pelos funções entre os complexos de cadeia, com exceção dos mapas Hn(C) → Hn-1(A) Estes últimos são chamados de homomorfismos conexos e são fornecidos pelo Lema de zig-zag. Este lema pode ser aplicado à homologia de várias maneiras que auxiliam no cálculo de grupos de homologia, tais como as teorias de homologia relativa e sequências de Mayer-Vietoris.

## Aplicações

### Aplicação em matemática pura
Os teoremas notáveis provados usando homologia incluem o seguinte:
- O Teorema do ponto fixo de Brouwer: Se f é uma função contínua qualquer de uma bola Bn em si mesma, então existe um ponto fixo a ∈ Bn com f(a) = a.
- Invariância do domínio: Se U é um subconjunto aberto de Rn e f : U → Rn é uma função contínua injectiva, então V = f(U) é aberto e f é um homeomorfismo entre U e V.
- O Teorema da bola cabeluda: qualquer espaço vetorial sobre uma 2-esfera (ou mais geralmente, a 2k -esfera para qualquer  k  ≥ 1) é nula em algum ponto.
- O teorema de Borsuk-Ulam: qualquer função contínua de uma n-esfera no espaço Euclidiano n-dimensional conecta um par de pontos antipodal em um mesmo ponto. (Dois pontos em uma esfera são chamados antípodais se estiverem em direções exatamente opostas do centro da esfera.)

### Aplicação em ciências e engenharia
Na análise de dados topológicos, os conjuntos de dados são considerados como uma nuvem de pontos que é uma amostra da variedade ou variedade algébrica imersa no Espaço euclidiano. Ao ligar os pontos vizinhos mais próximos na nuvem em uma triangulação, é criada uma aproximação simplicial da variedade e sua homologia simplicial pode ser calculada. Encontrar técnicas para robustamente calcular a homologia usando várias estratégias de triangulação em várias escalas de comprimento é o tópico da homologia persistente.
Em rede de sensores, os sensores podem comunicar informações através de uma rede ad-hoc que muda dinamicamente no tempo. Para entender o contexto global deste conjunto de medições locais e caminhos de comunicação, é útil calcular a homologia da topologia de rede para avaliar, por exemplo, os buracos na cobertura.
Na teoria de sistemas dinâmicos em física, Poincaré foi um dos primeiros a considerar a interação entre a variedade invariante de um sistema dinâmico e seus invariantes topológicos. A teoria de Morse relaciona a dinâmica de um fluxo de gradiente em uma variedade com, por exemplo, sua homologia. A homologia de Floer estendeu isto a variedades de dimensão infinita. O teorema de KAM estabeleceu que a órbita periódica pode seguir trajetórias complexas; em particular, podem formar tranças que podem ser investigadas usando a homologia de Floer.
Em uma classe de métodos de elementos finitos, Problema de valor sobre o contorno para equações diferenciais envolvendo o operador de Hodge-Laplace pode precisar ser resolvido topologicamente em domínios não triviais, por exemplo, em simulações electromagnética. Nestas simulações, a solução é auxiliada pela fixação da classe de cohomologia da solução com base nas condições de contorno escolhidas e na homologia do domínio. Os domínios FEM podem ser triangulados, a partir dos quais a homologia simplicial pode ser calculada.

## Software
Muitos pacotes de software foram desenvolvidos para efeitos de calcular os grupos de homologia de complexos de células finitas. Linbox é uma biblioteca C++ para executar operações de matriz rápida, incluindo forma normal de Smith; ele interage com ambos Gap e Maple. Chomp, CAPD :: Redhom e Perseus também são escritos em C++. Todos os três implementam algoritmos de pré-processamento com base na Equivalência de Homotopia Simples e Teoria Morse discreta para realizar reduções de preservação de homologia dos complexos de células de entrada antes de recorrer à álgebra matricial. Kenzo é escrito em Lisp, e além de homologia pode também ser usado para gerar apresentação de Homotopia grupos de complexos simpliciais finitos. Gmsh inclui a solução homológica para malhas de elementos finitos, que pode gerar bases para Cohomologia diretamente utilizáveis por software de elementos finitos.